# Psathoura
Psathoura (grekiska: Ψαθούρα) är en mindre, obebodd ö i Grekland. Den ligger i ögruppen Sporaderna och regionen Thessalien, i den östra delen av landet, 170 km norr om huvudstaden Aten. Arean är 0,99 kvadratkilometer.